# Ghidra
Ghidra (pronunciat GEE-druh; /ˈɡiːdrə/) és una eina d'enginyeria inversa gratuïta i de codi obert desenvolupada per l'Agència de Seguretat Nacional (NSA) dels Estats Units. Els binaris es van publicar a la conferència RSA el març de 2019; les fonts es van publicar un mes després a GitHub. Ghidra és vist per molts investigadors de seguretat com un competidor d'IDA Pro. El programari està escrit en Java utilitzant el framework Swing per a la GUI. El component descompilador està escrit en C++ i, per tant, es pot utilitzar de forma autònoma.
Els scripts per realitzar anàlisis automatitzades amb Ghidra es poden escriure en Java o Python (mitjançant Jython), encara que aquesta característica és extensible i el suport per a altres llenguatges de programació està disponible a través de connectors de la comunitat. Els connectors que afegeixen noves funcions al mateix Ghidra es poden desenvolupar mitjançant un marc d'extensió basat en Java.

## Història
L'existència de Ghidra es va revelar originalment al públic a través de Vault 7 el març de 2017, però el programari en si no va estar disponible fins a la seva desclassificació i llançament oficial dos anys més tard. Alguns comentaris al seu codi font indiquen que existia ja l'any 1999.
| Versió | Any  | Característiques principals                   |
| ------ | ---- | --------------------------------------------- |
| 1.0    | 2003 | Prova de concepte                             |
| 2.0    | 2004 | Base de dades, finestres d'acoblament         |
| 3.0    | 2006 | SLEIGH, descompilador, control de versions    |
| 4.0    | 2007 | Scripting, seguiment de versions              |
| 5.0    | 2010 | Navegador del sistema de fitxers              |
| 6.0    | 2014 | Primera versió sense classificar              |
| 9.0    | 2019 | Primer llançament públic                      |
| 9.2    | 2020 | Visualització de gràfics, nou analitzador PDB |
| 10.0   | 2021 | Depurador                                     |
| 11.0   | 2023 | Suport de binaris Rust i Go, BSim             |
| 11.1   | 2024 | Suport Swift i DWARF 5, millores Mach-O       |

El juny de 2019, coreboot va començar a utilitzar Ghidra per als seus esforços d'enginyeria inversa en problemes específics del microprogramari després del llançament de codi obert de la suite de programari Ghidra.
Ghidra es pot utilitzar, oficialment, com a depurador des de Ghidra 10.0. El depurador de Ghidra admet la depuració de programes de Windows en mode d'usuari mitjançant WinDbg i programes Linux mitjançant GDB.